# Bleggio Inferiore
Bleggio Inferiore – miejscowość we Włoszech, w regionie Trydent-Górna Adyga, w prowincji Trydent. Od 2010 r. jest częścią (frazione) gminy Comano Terme.
Według danych na rok 2004 miejscowość zamieszkiwały 1084 osoby, 41,7 os./km².